# エヌ・ティ・ティ・ブロードバンドプラットフォーム

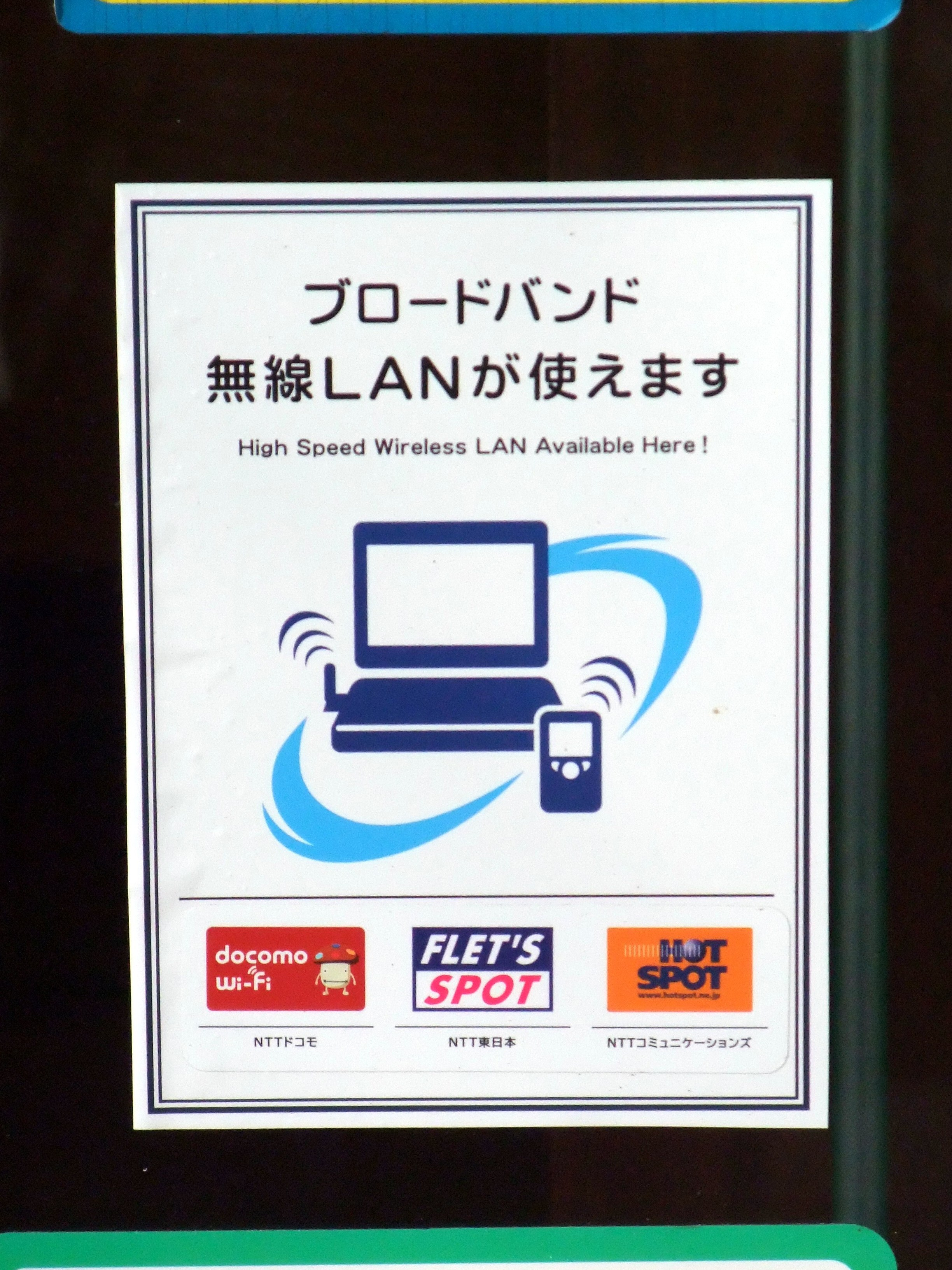
NTT-BPの共用APのエリアサイン

エヌ・ティ・ティ・ブロードバンドプラットフォーム株式会社（NTTブロードバンドプラットフォーム、英: NTT Broadband Platform, Inc.）は、NTTグループの公衆無線LAN構築を中心とする、情報・通信企業である。

## 概要
公衆無線LANの構築のノウハウに長けており、約15万（2014年3月末時点）のアクセスポイントを保有している。そのなかで、無料のポータルサイトサービスであるWi-Fineの提供と、共用APをNTT東日本、NTT西日本、NTTドコモなどにも提供している。

## 電気通信事業者への設備卸事業
2014年9月時点で9キャリアへ設備を貸し出している。
- NTT東日本
- NTT西日本
- NTTドコモ
- ソフトバンクモバイル
- ソフトバンクテレコム
- UQコミュニケーションズ
- ワイヤ・アンド・ワイヤレス
- ケイ・オプティコム

## Wi-Fiクラウド事業
無料Wi-Fiを提供したい、情報発信したい企業や自治体等（エリアオーナー）に対して、外国人も含め誰でもがWi-Fi利用できるオープンアクセス、ネット接続後、エリアオーナーのポータル画面を表示するなどのWi-Fiクラウドを提供している。
- セブン&アイ（セブン-イレブン、イトーヨーカドー、デニーズ）
- 埼玉西武ライオンズ（西武ドーム）
- 川崎フロンターレ（等々力陸上競技場）

を始め各自治体のシティWi-Fiを提供している。

## Japan Connected-free Wi-Fi（旧Japan Wi-Fi）
各エリアオーナーのフリーWi-Fiに自動接続する Japan Connected-free Wi-Fiアプリを提供している（iOS及びAndroid対応）。英語、中国語（簡体字）、中国語（繁体字）、韓国語、タイ語、マレー語、インドネシア語、フランス語、スペイン語、ドイツ語、イタリア語、ロシア語、ポルトガル語、ベトナム語、タガログ語、日本語の16言語に対応している。

## 共用APエリア
NTTBPが共用型アクセスポイント（共用AP）で無線LANエリアを構築や運用している場所（一部異なるケースもあり）は下記の通りである。共用APでもエリアなどで利用できる電気通信事業者のサービスは異なり、例えばNTTドコモ（docomo Wi-Fi、d Wi-Fi）のみの場所もある。
| - 東京地下鉄 - 都営地下鉄 - 東武鉄道 - 西武鉄道 - 西武ドーム - 京王電鉄 - 京浜急行電鉄 - 京成電鉄 - 東京ビッグサイト - 京王電鉄 - JR東海（N700系新幹線車内など） - 首都圏新都市鉄道つくばエクスプレス（車内含む） - 東京臨海高速鉄道りんかい線 - ゆりかもめ東京臨海新交通臨海線 - 近畿日本鉄道 - 札幌市営地下鉄 - 仙台市地下鉄 - 横浜市営地下鉄 | - OsakaMetro - 名古屋市営地下鉄 - 福岡市地下鉄 - 阪神電気鉄道 - 阪急電鉄 - 南海電気鉄道 - 京阪電気鉄道 - プロント - スターバックス - ロッテリア - タリーズコーヒー - セブン&アイ・ホールディングス - ローソン - ファミリーマート - ケンタッキーフライドチキン - ドコモショップ - 新千歳空港 - 旭川空港 - 札幌丘珠空港 | - 宮崎空港 - 釧路空港 - 東京国際空港 - 成田国際空港 - 鹿児島空港 - 出雲空港 - 小松空港 - 新潟空港 - 青森空港 - 仙台空港 - 根室中標津空港 - 函館空港 - 富山空港 - 福岡空港 - 北九州空港 - 広島空港 - 中部国際空港 など |

## 「秘密の保護」の侵害
2012年4月4日、コンビニエンスストアなどで提供していた公衆無線サービスにおいて、特定サイトへの通信を遮断していたため、電気通信事業法第4条への違反で総務省から行政指導を受けた。

## アクセスポイントの新設・更改
総務省の無線LANビジネス研究会（2012年3月23日開催/第一回資料）でアクセスポイントの新設・既存のアクセスポイントの更改が明らかになった。
いずれの場合も
- 複数事業者で共用できるようマルチSSID/マルチRADIUS/マルチVLAN対応
- 300Mbps〜600Mbpsの高速通信に対応
- WPA2に対応
- 2.4GHz帯/5GHz帯の両方に対応
- WAN回線に光回線を採用
- チャンネル配置や干渉などを考慮した置局/システム設計
- 保守監視体制の整備

に対応するとしている。